# Mala Kîriivka, Berșad
Mala Kîriivka (în ucraineană Мала Киріївка) este un sat în comuna Osiivka din raionul Berșad, regiunea Vinnița, Ucraina.

## Demografie
Componența lingvistică a localității Mala Kîriivka
     Ucraineană (99,41%)
     Alte limbi (0,59%)
Conform recensământului din 2001, majoritatea populației localității Mala Kîriivka era vorbitoare de ucraineană (99,41%), existând în minoritate și vorbitori de alte limbi.